# Zihuatanejo

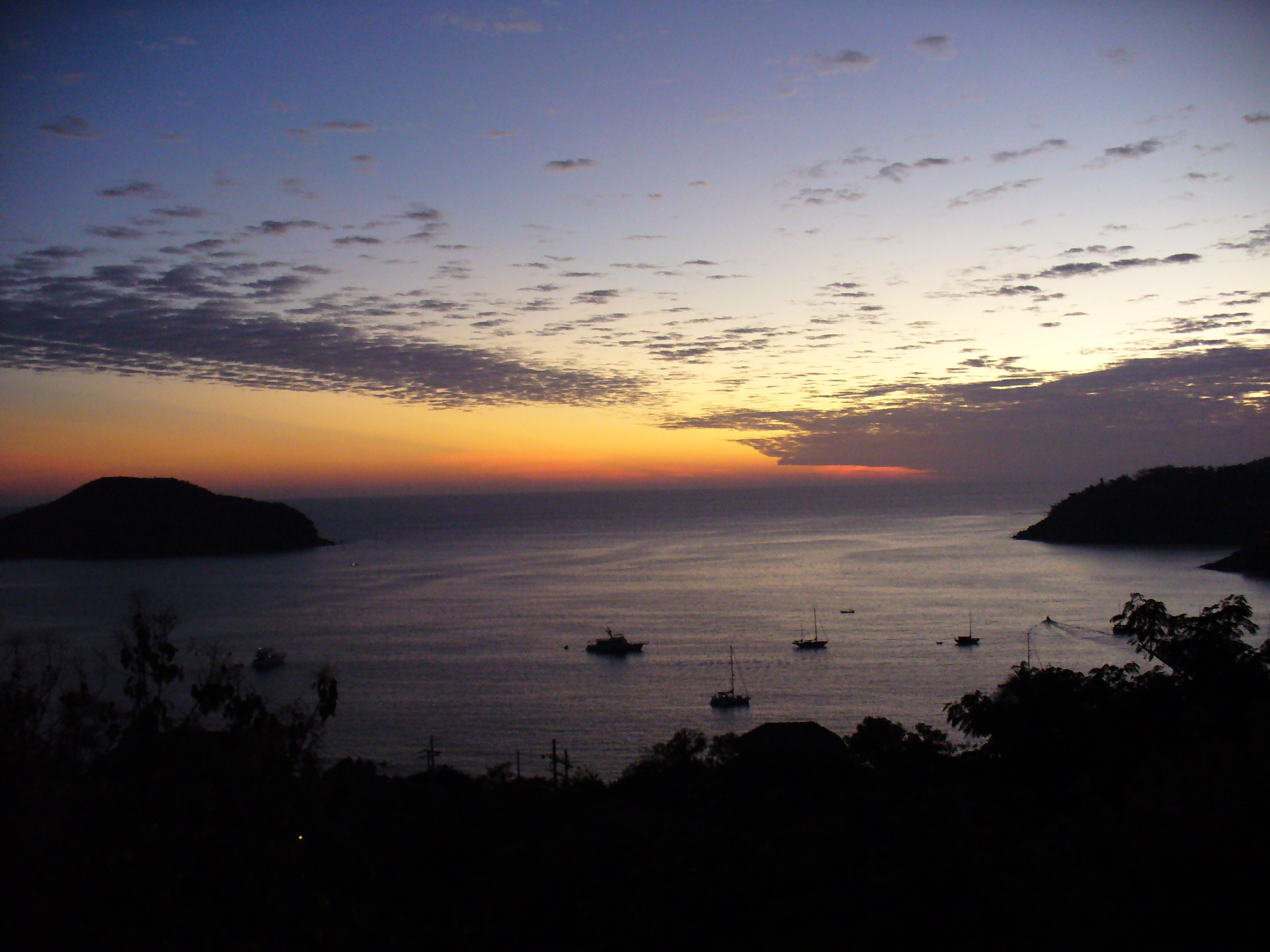
Por do sol na baia de Zihuatanejo.

Zihuatanejo é uma cidade do estado de Guerrero, no México.  
No filme Um Sonho de Liberdade, com Morgan Freeman e Tim Robbins, é a cidade citada pelo segundo como "esperança" para viver após uma possível saída da prisão.  